# Christopher Guest
Christopher Haden-Guest (Nueva York, 5 de febrero de 1948),  conocido como Christopher Guest, es un compositor, músico, director de cine, guionista, actor y comediante británico-estadounidense.

## Trayectoria
Guest es el esposo de la actriz Jamie Lee Curtis. Desde 1996, año en el que murió su padre, es barón de Haden-Guest, en el condado de Essex. Uno de sus papeles más memorables es el del guitarrista Nigel Tufnel, en el documental ficticio This is Spinal Tap.

## Filmografía seleccionada
- Yo soy la justicia (1974) - Agente Reilly
- The Long Riders (1980) - Charley Ford
- This Is Spinal Tap (1984) - Nigel Tufnel
- The Princess Bride (1987) - Conde Rugen
- A Few Good Men (1992) - Dr. Stone
- Waiting for Guffman (1996) - Corky St. Clair
- Best in Show (2000) - Harlan Pepper
- A Mighty Wind (2003) - Alan Barrows
- Mrs Henderson Presents - Lord Cromer
- For Your Consideration (2006) - Jay Berman
- Night at the Museum: Battle of the Smithsonian (2009) - Iván el Terrible
- Mascots (2023) - Corky St. Clait